# Taylor Gabriel
Taylor Gabriel (* 17. Februar 1991 in Mesquite, Texas) ist ein ehemaliger US-amerikanischer American-Football-Spieler auf der Position des Wide Receivers. Zuletzt spielte er für die Chicago Bears in der National Football League (NFL). Zuvor stand er bei den Cleveland Browns und den Atlanta Falcons unter Vertrag.

## Frühe Jahre
Gabriel ging auf die Highschool in seiner Geburtsstadt Mesquite, Texas, später spielte er College Football für die Abilene Christian University in Texas. Von 2010 bis 2013 erlangte er 3.027 Yards bei 215 Passfängen und 27 Touchdowns.

## NFL

### Cleveland Browns
Nachdem Gabriel im NFL-Draft 2014 nicht ausgewählt worden war, unterschrieb er einen Vertrag bei den Cleveland Browns. Am 7. September 2014 absolvierte er sein NFL-Debüt im Spiel gegen die Pittsburgh Steelers. Am 2. November 2014 erzielte er seinen ersten Touchdown in der NFL im Spiel gegen die Tampa Bay Buccaneers. Am 3. September 2016 wurde er entlassen.

### Atlanta Falcons
Gabriel unterschrieb am 4. September 2016 einen Vertrag bei den Atlanta Falcons. Im Spiel gegen die Arizona Cardinals am 27. November 2016 erzielte er zwei Touchdowns. Insgesamt erzielte er in der Saison sechs Touchdowns nach Passfängen und einen erlaufenen Touchdown für die Falcons. Er erreichte mit den Falcons den Super Bowl LI, welcher mit 28:34 verloren ging. In diesem Spiel erzielte er drei Passfänge für insgesamt 76 Yards.

### Chicago Bears
Nach Auslauf seines Vertrages mit den Falcons unterschrieb Gabriel einen Vierjahresvertrag mit einem Gehalt von 26 Millionen US-Dollar bei den Chicago Bears.
Wegen Gehirnerschütterungen verpasste er sieben Spiele der Saison 2019. Nach Saisonende wurde Gabriel am 21. Februar 2020 von den Bears entlassen.
Am 9. April 2021 gab Gabriel seinen Rückzug aus dem Profisport bekannt.